# Patinatge de velocitat sobre gel marató
La varietat de patinatge sobre gel de velocitat marató (en neerlandès Marathonschaatsen) es practica solament als Països Baixos, on és un dels esports nacionals del país. Les competicions se solen fer a pistes de gel ovalades olímpiques (400 metres). Però quan hi ha gel natural s'organitza en canals del camp neerlandès (que consisteix d'una xarxa de canals i llacs de poca profunditat formats pels pòlders.

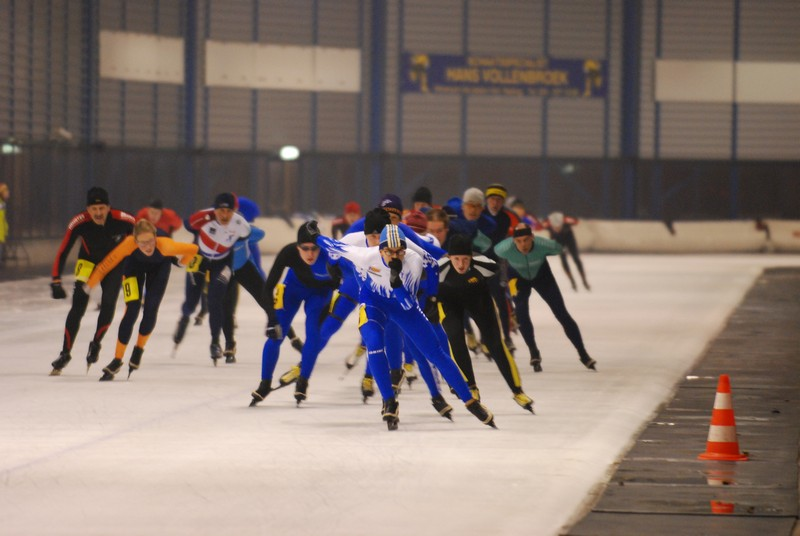
Miquel Marzabal i Galano participant en una competició de la categoria C3

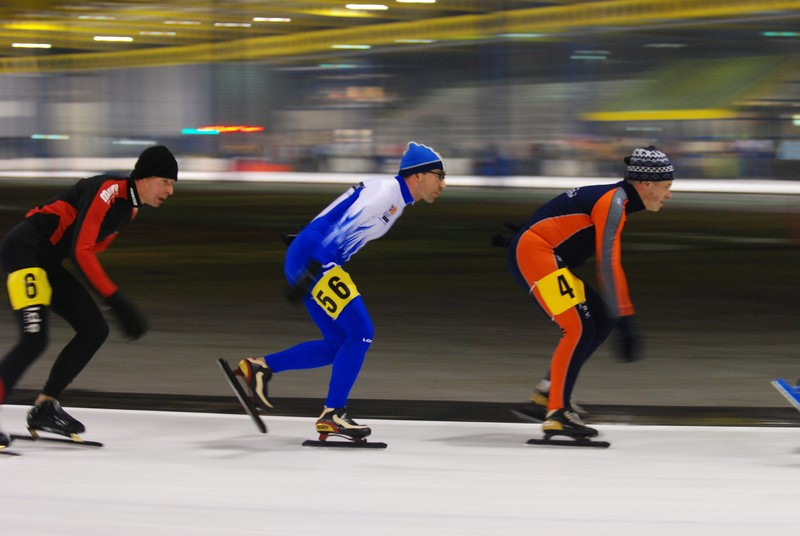
Miquel Marzabal i Galano participant en una competició de la categoria C3

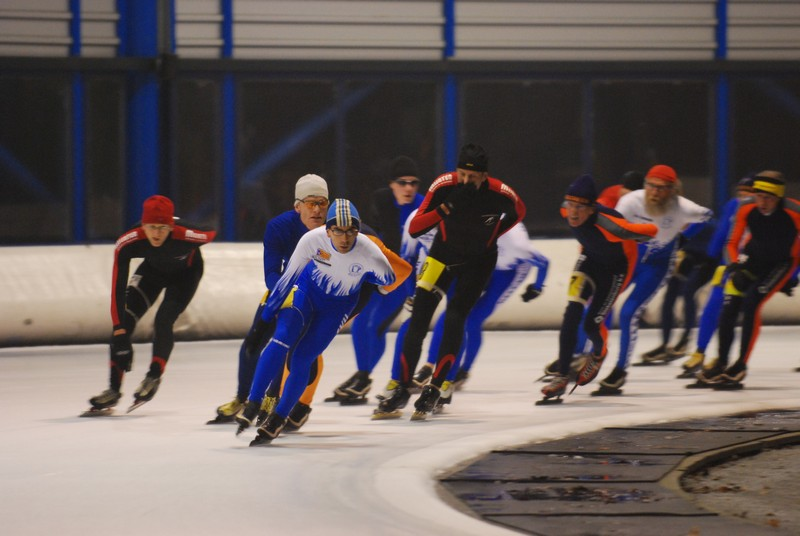
Miquel Marzabal i Galano participant en una competició de la categoria C3

Les competicions duren mínim 25 voltes i màxim 250. El grup de patinadors (normalment entre 40 i 60 persones) comença conjuntament a donar voltes. La primera volta no val, és per començar a lluitar per una bona posició. Després d'aquesta primera volta es comença a comptar. No es tracta de córrer el màxim que puguis. Tantes voltes no les sol poder fer una persona a alta velocitat. És per això que el grup (en neerlandès het peloton) quasi sempre avança als patinadors que intenten ‘marxar’ del grup.
Es tracta d'un esport estratègic on s'ha d'estalviar energia per, a la recta final, poder fer un esprint i córrer més que el competidor. Guanya el primer a passar la ratlla de la meta.
Ja al segle xvii s'organitzaven curses (no competitives) de llargs trajectes. La més coneguda d'aquestes curses és la Cursa de les onze ciutats (en neerlandès Elfstedentocht), a la Província de Frísia.
No fou pas fins als anys 70 que aquesta varietat agafà importància nacional. Des de l'any 1973 l'associació nacional neerlandesa de patinatge organitza competicions nacionals de patinatge sobre gel de velocitat marató.
Hi ha tres categories (amb sub-categories): 
- Categoria A (professional)
- Categoria B (semi=professional)
- Categoria C (amateur)

Els guanyadors de les competicions nacionals són coneguts arreu del país. Patinadors coneguts d'aquesta varietat són, Henk Angenent, Evert van Benthem, Erik Hulzebosch, Piet Kleine o Bart Veldkamp.
No es coneix cap català que practiqui aquesta varietat a nivell professional. El català Miquel Marzabal i Galano practica aquest esport com a amateur en la categoria C2, associat amb l'associació de patinatge d'Utrecht (neerlandès: Schaatsvereniging Utrecht).